# ماکسیم شمیرف
ماکسیم شمیرف (انگلیسی: Maxim Shmyrev؛ زادهٔ ) یک بازیکن تنیس روی میز است. 
وی در مسابقات کشوری و بین‌المللی در مجموع برنده ۳ مدال طلا شده‌است.